# Les Noës-près-Troyes
Les Noës-près-Troyes är en kommun i departementet Aube i regionen Grand Est (tidigare regionen Champagne-Ardenne) i nordöstra Frankrike. Kommunen ligger  i kantonen La Chapelle-Saint-Luc som ligger i arrondissementet Troyes. År 2022 hade Les Noës-près-Troyes 3 260 invånare.

## Befolkningsutveckling
Antalet invånare i kommunen Les Noës-près-Troyes
Referens: INSEE